# Eudistoma kurilense
Eudistoma kurilense is een zakpijpensoort uit de familie van de Polycitoridae. De wetenschappelijke naam van de soort is voor het eerst geldig gepubliceerd in 1993 door Sanamyan.